# Rumeshkan
Rumeshkan (persiska: شهرستان رومِشکان, Shahrestan-e Rumeshkan) är en delprovins (shahrestan) i Iran. Den ligger i provinsen Lorestan, i den västra delen av landet. Administrativt centrum är staden Chaqabol.
Delprovinsen hade 39 058 invånare 2016.